# Корейская митрополия
Корейская митрополия (кор. 정교회 한국 대교구?, 正敎會韓國教區?, греч. Μητρόπολη Κορέας или Корейская православная церковь, кор. 한국 정교회?, 韓國正敎會?) — епархия Константинопольской православной церкви на Корейском полуострове.
Епархиальный центр — Сеул. Кафедральный собор — Никольский собор в Сеуле.
Правящий архиерей — митрополит Амвросий (Зографос) (с 28 мая 2008).

## История
В 1897 году указом Святейшего Синода от 2—4 июля 1897 года была учреждена Русская духовная миссия в Корее. В 1898 году был приобретён земельный участок в Сеуле, в районе Чон-Дон (кор. 정동?, 貞洞?). Однако первый состав миссии из трёх человек включая будущего священномученика архимандрита Амвросия (Гудко), иеродиакона Николая (Алексеева) и псаломщика Красина попытались проехать в Корею, но были не пропущены через границу, тем не менее они проповедовали православие корейцам, жившим в российском Приморье.
В 1900 году, после улучшения отношений с правительством Кореи, второй состав миссии в лице архимандрита Хрисанфа (Щетковского) с псаломщиком, получили разрешение на основание церкви при Русском посольстве.
В 1901 году началось строительство дома для миссионеров, колокольни, дом для переводчиков, здание школы с комнатами для преподавателей и подсобные помещения.
17 апреля 1903 года состоялось освящение храма во имя святителя Николая Чудотворца.
В феврале 1904 года из-за разгоревшейся Русско-японской войны о. Хрисанф вместе со сотрудниками миссии, вынужден был уехать в Шанхай, а затем в Россию, передав имущество миссии, на сохранение, французскому посольству.
С 1906 года руководителем миссии стал архимандрит Павел (Ивановский). Он развернул активную деятельность, открыл 7 школ на 220 мест для корейских детей, несколько молитвенных домов, вместе с переводчиком перевёл на корейский язык молитвослов, часослов и иную служебную литературу.
В 1921 году ввиду, потери связи с Москвой, миссия перешла по управление Токийского епископа.
В 1948 году большая часть православных приходов в Японии перешли в подчинение к Американской метрополии (OCA), возглавлявший Корейскую миссию архимандрит Поликарп (Приймак) был арестован Корейскими властями и выслан в Северную Корею. Управление миссией перешло к священнику из Кореи о. Алексию Ким Ый Хану. Во время Корейской войны 1950—1953 годы, о. Алексий Ким был депортирован, как «коммунистический шпион» в Северную Корею, где бесследно исчез.
Православную миссию в Корее возглавило управление военного духовенства греческих войск из Элладской православной церкви, во главе с архимандритом Андреем (Халкиопоулос). 24 или 25 декабря 1955 прошёл Корейский православный съезд, где было принято решение войти в состав Американской архиепископии Константинопольского Патриархата.
В 1975 году руководителем Корейской миссии был назначен архимандрит Сотирий (Трамбас). Под его руководством Корейская миссия расширила свою деятельность на всю Южную Корею. В 1980—2000 года были учреждены православные приходы и монастыри в пяти провинциях, и количество крещеных уже насчитывало около 3,000 человек. 3 октября 1988 года был освящен Преображенский монастырь в Капхёне, ставший первой православной обителью в Корее.
В 1993 году на территории Кореи была образована викарная кафедра Новозеландской митрополии Константинопольского патриархата на которую был рукоположен епископ Сотирий (Трамбас).
В апреле 1995 года патриарх Константинопольский Варфоломей впервые посетил приходы в Корее, в ходе которого при приходе собора Николая Чудотворца в Сеуле заложил камень в основание храма Максима Грека. Последний стал местом для совершения богослужения на церковнославянском.
Решением Священного синода Константинопольской церкви 20 апреля 2004 года была учреждена Корейская митрополия; митрополитом Корейским был избран епископ Сотирий (Трамбас), чья интронизация совершена архиепископом Американским Димитрием 20 июня того же года.
27 мая 2008 года митрополитом Корейским и экзархом Японии был избран епископ Амвросий (Зографос).
В начале декабря 2018 года патриарх Варфоломей совершил свой четвёртый визит в Корею, приуроченный 50-летию Николаевского собора в Сеуле.
Учреждение 26 февраля 2019 года Московским патриархатом Корейской епархии (с юрисдикцией в Северной и Южной Корее) было осуждено митрополитом Амвросием как «разрушение каноничности Православной Церкви в Корее», подготовлявшееся Московским патриархатом «в течение нескольких десятилетий».

## Архиереи
викариатство Новозеландской митрополии
- епископ Зилонский Сотирий (Трамбас) (21 марта 1993 — 20 апреля 2004)

Корейская митрополия
- Сотирий (Трамбас) (20 апреля 2004 — 27 мая 2008)
- Амвросий (Зографос) (с 27 мая 2008)

### Викарии
- епископ Зилонский Амвросий (Зографос) (5 февраля 2006 — 27 мая 2008)

## Современное состояние
Корейская митрополия, по данным 2007—2008 годов, состоит из 7 церковных общин, что составляет в общей сложности 25 церквей и часовен, 9 священников и 2 диаконов:
Южная Корея

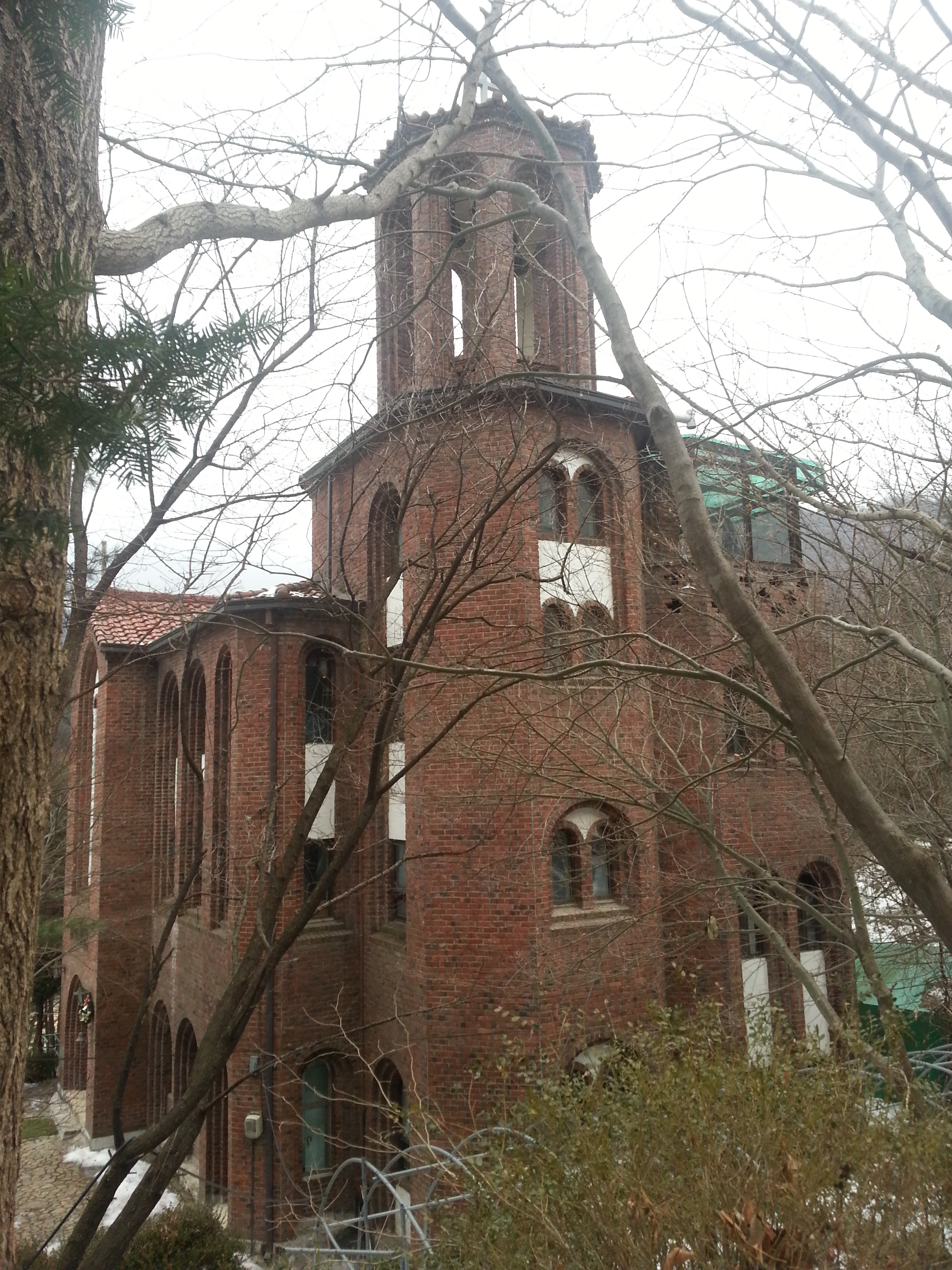
Преображенский монастырь

- Сеул, кафедральный собор Св. Николая (с часовней Успения) с 1 священником и 1 диаконом в кладбищенской церкви Воскресения Христова.
- Пусан, церковь Благовещения (с часовней Св. Георгия и Св. Стилиана) с 1 священником.
- Инчхон, церковь Св. Павла (с часовней Св. Николая, Св. Димитрия и Св. Иоанна Златоуста) с 1 священником.
- Чонджу, церковь Успения (с часовней Св. Эвтимия, Св. Нектария и Архангела Михаила) с 1 священником.
- Янгу, церковь Св. Андрея (с часовней Св. Екатерины на горе Синай и Св. Стилиана) с 1 священником.
- Чхунчхон, церковь Св. Бориса с 1 священником.
- Ульсан, церковь Св. Дионисия с 1 священником и 1 диаконом.

Действует женский монастырь в честь Преображения Господня в Капхёне с часовнями святых апостолов и Св. Иоанна Крестителя. В обители проживает на покое митрополит Сотирий (Трамбас) и 2 корейская и великобританская монахини.
Службы совершаются во всех приходах и воскресных школах для детей всех возрастов. В церкви Благовещения в Пусане работает детский сад. Собор каждое лето организует летние лагеря для детей и молодежи православной церкви в Корее.
Часовни
- Св. Максима в Сеуле и Св. Георгия в Пусане с 1 священником, в том числе на церковнославянском языке.

В конце 1980-х гг. между Россией и Республикой Корея были установлены дипломатические отношения и в Сеуле опять появилась небольшая русская община. В мае 1999 г. президент Республики Корея Ким Дэ Чжун во время своего официального визита в Россию посетил Святейшего Патриарха Московского и всея Руси Алексий II. В ходе их встречи обсуждался вопрос об открытии храма Русской Православной Церкви в Южной Корее. Вскоре такой храм был открыт близ собора Свт. Николая, в одном из помещений приходского дома. Церковь освятили в честь Преп. Максима Грека, чья судьба была связана с Россией.
В 2000—2011 гг. в должности его настоятеля служил иеромонах Феофан (Ким) по соглашению между Константинопольской и Московской Патриархиями. После отъезда о. Феофана в Россию, и с 2012 г. по сей день русскую общину внутри Корейской митрополии окормляет пресвитер Роман Кавчак, украинский священнослужитель Константинопольского Патриархата.
- Св. Анны, Чолла-Пукто с 1 священником для студентов Школы Православной веры.

Япония
- Греческая православная община в Токио.